# یواس‌اس اسپکتر (ای‌ام-۳۰۶)
یواس‌اس اسپکتر (ای‌ام-۳۰۶) (به انگلیسی: USS Specter (AM-306)) یک کشتی بود که طول آن ۱۸۴ فوت ۶ اینچ (۵۶٫۲۴ متر) بود. این کشتی در سال ۱۹۴۴ ساخته شد.